# Линдси, Дэвид, 10-й граф Кроуфорд
Дэвид Линдси (англ. David Lindsay; приблизительно 1527 — до 1 ноября 1574, Финхейвен, Ангус, Королевство Шотландия) — шотландский аристократ, 10-й граф Кроуфорд и 18-й барон Кроуфорд с 1558 года.

## Биография
Дэвид Линдси принадлежал к знатному англо-шотландскому роду, известному с XI века и владевшему баронией Кроуфорд на юге Ланаркшира. Он родился в 1527 году в семье Александра Линдси, мастера Кроуфорда (сына 8-го графа Кроуфорда), и Джин Синклер. Мастер Кроуфорд был лишён прав наследника из-за убийства слуги лорда Глэмиса, так что 9-м графом Кроуфорд стал представитель младшей ветви рода, ещё один Дэвид Линдси. Однако последний усыновил внука 8-го графа, так что после его смерти в 1558 году Дэвид-младший унаследовал семейные владения и титулы.
В 1565 году Линдси стал членом Тайного совета. Он принадлежал к католической партии и был верным сторонником королевы Марии (на её свадьбе с лордом Дарнли в июле 1565 года Кроуфорд выполнял обязанности виночерпия). Когда Марию свергли и заточили в замке Лохлевен, Линдси вместе с другими лордами подготовил её побег (май 1568). Однако он, как и ряд северных лордов, не успел привести к королеве свой отряд, из-за чего она была разбита при Лангсайде и бежала в Англию. Кроуфорда после этих событий осудили как мятежника, но вскоре он добился помилования. Граф умер до 1 ноября 1574 года и был похоронен в Данди.
Граф был женат на Маргарет Битон, дочери кардинала Дэвида Битона и Марион Огилви. В этом браке родились:
- Хелен, жена сэра Дэвида Линдси, лорда Эдзелла[6][7];
- Джон (умер в 1609)[6][8];
- Дэвид (приблизительно 1557—1607), 11-й граф Кроуфорд[9];
- Генри (после 1557—1623), 13-й граф Круфорд[10][11];
- Александр (приблизительно 1564—1607), 1-й лорд Спини[6][12];
- Джеймс[2].